# Jared Donaldson
Jared Donaldson, né le 9 octobre 1996 à Providence, est un joueur de tennis américain, professionnel entre 2014 et 2019.

## Carrière
Jared Donaldson remporte en 2015 un tournoi Challenger à Maui en simple et en double avec Stefan Kozlov. Il est aussi finaliste à Sacramento contre Taylor Fritz en fin d'année.
En juillet 2016, il se qualifie pour le tableau final du Masters 1000 de Toronto où il bat John Millman et le 33e mondial Fabio Fognini pour atteindre les huitièmes de finale. À Cincinnati, il bat à nouveau un joueur du top 50, Nicolás Almagro, avant de s'incliner contre Stanislas Wawrinka. À l'US Open alors 122e mondial, il parvient à nouveau à sortir des qualifications et bat le 14e mondial David Goffin au premier tour (4-6, 7-5, 6-4, 6-0). puis Viktor Troicki. Ce résultat lui permet de rentrer pour la première fois dans le top 100 du classement ATP.
En mars 2017, au Masters de Miami sortant des qualifications, il atteint les huitièmes en battant Kyle Edmund (2-6, 7-64, 6-2), puis la tête de série numéro 28, Mischa Zverev (6-4, 6-4) et bénéficiant du forfait de Milos Raonic. Il perd contre son compatriote Jack Sock (2-6, 1-6). En août au Masters du Canada, il atteint à nouveau les huitièmes de finale en faisant tomber la tête de série numéro 13, Lucas Pouille (7-65, 7-68) et Benoît Paire (6-2, 7-5), mais chute en trois sets (6-0, 5-7, 5-7) après avoir infligé une bulle à son adversaire Diego Schwartzman. Au Masters de Cincinnati avec une wild card, il vainc la tête de série numéro 12 Roberto Bautista-Agut, (7-65, 6-3) au premier tour puis accède en quart de finale. Après un second tour à l'US Open, il est quart de finaliste à Chengdu.
En février 2018, il se hisse en demi-finale à Acapulco après un succès sur Feliciano López. Il s'agit de son meilleur résultat dans un tournoi ATP. Il remporte cependant que 15 matchs cette année-là et met fin prématurément à sa saison après l'Open du Canada en raison de blessures persistantes aux genoux. En 2019, il ne dispute que quatre tournois et se résout à une opération. Fin 2021, il décide de faire son entrée à l'université de Pennsylvanie, ce qui acte sa fin de carrière.

## Parcours dans les tournois duGrand Chelem

### En simple
| Année | Open d'Australie | Open d'Australie | Internationaux de France | Internationaux de France | Wimbledon      | Wimbledon          | US Open         | US Open       |
| ----- | ---------------- | ---------------- | ------------------------ | ------------------------ | -------------- | ------------------ | --------------- | ------------- |
| 2014  | —                | —                | —                        | —                        | —              | —                  | 1er tour (1/64) | Gaël Monfils  |
| 2015  | —                | —                | —                        | —                        | —              | —                  | 1er tour (1/64) | Lukáš Rosol   |
| 2016  | —                | —                | —                        | —                        | —              | —                  | 3e tour (1/16)  | Ivo Karlović  |
| 2017  | 1er tour (1/64)  | R. Dutra Silva   | 1er tour (1/64)          | P.-H. Herbert            | 3e tour (1/16) | Dominic Thiem      | 2e tour (1/32)  | Lucas Pouille |
| 2018  | 1er tour (1/64)  | A. Ramos-Viñolas | 2e tour (1/32)           | Grigor Dimitrov          | 2e tour (1/32) | Stéfanos Tsitsipás | —               | —             |

N.B. : à droite du résultat se trouve le nom de l'ultime adversaire.

### En double
| Année | Open d'Australie | Open d'Australie | Internationaux de France | Internationaux de France | Wimbledon                         | Wimbledon                | US Open                   | US Open              |
| ----- | ---------------- | ---------------- | ------------------------ | ------------------------ | --------------------------------- | ------------------------ | ------------------------- | -------------------- |
| 2014  | —                | —                | —                        | —                        | —                                 | —                        | 2e tour (1/16) M. Russell | Bob Bryan Mike Bryan |
| 2015  | —                | —                | —                        | —                        | —                                 | —                        | —                         | —                    |
| 2016  | —                | —                | —                        | —                        | —                                 | —                        | —                         | —                    |
| 2017  | —                | —                | —                        | —                        | 1er tour (1/32) J. Nedunchezhiyan | Jay Clarke Marcus Willis |                           |                      |

N.B. : le nom du ou de la partenaire se trouve sous le résultat ; le nom des ultimes adversaires se trouve à droite.

## Parcours dans lesMasters 1000
| Année | Indian Wells         | Miami                   | Monte-Carlo       | Madrid               | Rome                 | Canada                       | Cincinnati               | Shanghai         | Paris |
| ----- | -------------------- | ----------------------- | ----------------- | -------------------- | -------------------- | ---------------------------- | ------------------------ | ---------------- | ----- |
| 2015  | —                    | —                       | —                 | —                    | —                    | —                            | 2e tour J. Janowicz      | —                | —     |
| 2016  | 1er tour V. Pospisil | 1er tour Y. Nishioka    | —                 | —                    | —                    | 1/8 de finale M. Raonic      | 2e tour S. Wawrinka      | —                | —     |
| 2017  | —                    | 1/8 de finale Jack Sock | —                 | 2e tour D. Thiem     | 1er tour R. Harrison | 1/8 de finale D. Schwartzman | 1/4 de finale John Isner | 2e tour R. Nadal | —     |
| 2018  | 2e tour R. Bautista  | 3e tour João Sousa      | 1er tour A. Ramos | 1er tour R. Bautista | 1er tour P. Carreño  | 1er tour Benoît Paire        | —                        | —                | —     |
| 2019  | 2e tour R. Nadal     | —                       | —                 | —                    | —                    | —                            | —                        | —                | —     |

N.B. : sous le résultat se trouve le nom de l’ultime adversaire.

## Classements ATP en fin de saison
| Année          | 2012 | 2013 | 2014 | 2015 | 2016 | 2017 | 2018 | 2019 | 2020 |
| Rang en simple | 1213 | 731  | 260  | 135  | 105  | 54   | 111  | 724  | 738  |
| Rang en double | –    | 1027 | 507  | 647  | –    | –    | –    | –    | –    |

Source : (en) Classements de Jared Donaldson sur le site officiel de la Fédération internationale de tennis